# Озовил сир Сан
Озовил сир Сан (фр. Auzouville-sur-Saâne) насеље је и општина у северној Француској у региону Горња Нормандија, у департману Приморска Сена која припада префектури Дјеп.
По подацима из 2011. године у општини је живело 150 становника, а густина насељености је износила 46,73 становника/km². Општина се простире на површини од 3,21 km². Налази се на средњој надморској висини од 71 метар (максималној 146 m, а минималној 62 m).

## Демографија
| 1962. | 1968. | 1975. | 1982. | 1990. | 1999. | 2011. |
| ----- | ----- | ----- | ----- | ----- | ----- | ----- |
| 152   | 162   | 136   | 164   | 153   | 137   | 150   |

График промене броја становника у току последњих година